# Ludwig Beck
Ludwig August Theodor Beck (Biebrich, 29 giugno 1880 – Berlino, 21 luglio 1944) è stato un generale tedesco.
Fu Capo di Stato Maggiore dell'esercito tedesco e cervello della fallita congiura del 20 luglio 1944 contro Hitler.

## Biografia
Nato a Biebrich, nella provincia dell'Assia-Nassau, Beck fu educato nella rigorosa tradizione militare prussiana. Nel 1898 entrò nel 15º Reggimento di artiglieria da campagna prussiano, dove si mise in luce per le sue qualità militari, il che gli valse l'iscrizione al corso per entrare nello Stato Maggiore generale, che completò nel 1911.
Durante la prima guerra mondiale servì nello Stato Maggiore di svariate grandi unità sul fronte occidentale. Sposò nel 1916 Amalie Pagenstecher, che l'anno successivo gli diede una figlia, Gertrud, morendo poi dopo pochi mesi. Rimasto vedovo Beck si dedicò completamente all'esercito.
Nel 1929 fu promosso comandante del 5º Reggimento di artiglieria.
Tra il 1931 e il 1933 scrisse un importante manuale di tattica (Die Truppenführung), che gli conferì quel tanto di rispetto e di fama che gli permisero di diventare, nel 1935, capo di Stato Maggiore dell'esercito.
Autore dei piani d'invasione della Francia, che sarebbero poi stati messi in atto da Walther von Brauchitsch nel 1940, Beck ebbe però contatti con i governi britannici e francesi nella speranza di convincerli ad opporsi a Hitler. Alla firma del patto di Monaco e la conseguente annessione dei Sudeti del 1938, Beck, fiero oppositore delle guerre di conquista, condannò il gesto del Führer accusandolo di condurre la Germania verso un'imminente catastrofe.
Avversario del nazismo, si dimise infine nel settembre del 1938 quando, una volta divenuta chiara l'imminenza di un attacco alla Cecoslovacchia, chiese a Hitler garanzie contro eventuali future azioni militari. Le dimissioni arrivarono dopo che il Führer espresse le sue opinioni circa l'obbedienza incondizionata che l'esercito e le altre forze militari dovevano alla sua volontà. Fu il vero capo della resistenza interna alla dittatura e l'organizzatore dell'attentato a Hitler del 20 luglio 1944. Dopo il fallimento dello stesso fu arrestato per ordine del generale Friedrich Fromm (comandante dell'esercito territoriale) e invitato ad uccidersi: tentò una prima volta, davanti a tutti, ma il colpo lo ferì soltanto. Sostenuto da due soldati, fu costretto ad attendere la fucilazione degli altri congiurati prima che uno degli uomini di Fromm gli amministrasse il colpo di grazia, sparandogli alla nuca. Beck, insieme ad altri cospiratori, fu sepolto in segreto, quella notte, nell'antico cimitero di San Matteo a Berlino-Schöneberg. Poco dopo, i morti furono riesumati dalle SS, cremati nel crematorio di Wedding e le ceneri sparse sui campi fognari di Berlino.

## Filmografia
- Nel film tv del 1967, Il complotto di luglio, fu impersonato dall'attore Tullio Carminati.
- Nella serie del 1990, The Plot to Kill Hitler, fu impersonato dall'attore Ian Richardson.
- Nel film tv del 2004, Stauffenberg - Attentato a Hitler, fu impersonato dall'attore Remo Girone.
- Nel film del 2008, Operazione Valchiria, fu impersonato dall'attore Terence Stamp.